# 回憶上心頭DAYS
《回憶上心頭DAYS》（日语：／ jiwaru deizu */?）是日本女子偶像團體AKB48的第55張單曲，於2019年3月13日由國王唱片發行。同名標題曲由HKT48的指原莉乃擔任Center（中心成員），也是她自HKT48及AKB48集團畢業前，在AKB48最後一張參與的單曲。

## 簡介
本张单曲与前作《NO WAY MAN》相隔3个月发行，是组合于2019年发行的首张单曲。单曲分為附赠DVD的Type A至Type C及只有CD的劇場盤，每版本收錄六首樂曲，包含一首全版本共通的B面曲、依版本相異的一首B面曲及各曲目的純音樂。Type A至Type C另分為附有全國握手會參加券的初回限定盤，及附有生寫真的通常盤，兩者曲目相同，加上附有個別握手會參加券的劇場盤，合共七個版本。
发表了将自HKT48毕业的指原莉乃擔任单曲Center。这也是指原初次担任反映AKB48选拔总选举结果的单曲之外的单曲Center。
选拔成员人数比前作减少1名，从23人变为22人，矢作萌夏初次进入选拔名单，吉田朱里（NMB48）自《感伤列车》后相隔2作、松井珠理奈（SKE48）及松岡花（HKT48）自《Teacher Teacher》后相隔3作、坂口渚沙自《我们不战斗》后相隔15作再次进入选拔名单。前作选拔成员中，除了专任IZ*ONE活动中的宮脇咲良、矢吹奈子（以上HKT48）、本田仁美以外，另有宮崎美穗、倉野尾成美和宣佈於2019年5月6日自AKB48毕业的竹内美宥未获选为本作选拔。
單曲的同名標題曲不仅是一首王道的偶像歌曲，也是一首蕴含了离别的寂寞和踏上新的旅程的祝福的信息的歌曲。單曲名稱中的為流行語，是日語的簡寫，有「愈來愈有趣」的意思。單曲名稱公布後，指原在個人Twitter上调侃「果然～ 越来越有趣了～ 秋元老师真的越来越有趣～」（やば〜ジワるんですけど〜 秋元さんまじジワるんですけど〜）、「秋元老师难道是辣妹吗？」（秋元さんギャルなん?），秋元指該曲作詞者兼AKB48總製作人秋元康。
做为全版本共通的B面曲，单曲收录了指原莉乃的毕业曲《我也是偶像！》。Type A收录了AKB48 B面选拔的歌曲《Generation Change》，Type B收录了AKB48集团与坂道系列的合作企划“坂道AKB”第3弹的歌曲《初恋之门》，Type C则收录了2018年12月于《2018 FNS歌謡祭 第2夜》初次表演的由AKB48、乃木坂46、櫸坂46、IZ*ONE的合作分队“IZ4648”演唱的歌曲《必然性》，另外劇場盤则收录了自AKB48集团选拔的新小分队「Sucheese」（すちーず）的歌曲《從屋顶呼喊》。

## 封面寫真
宣传照及单曲封面由参与淘儿唱片「NO MUSIC, NO LIFE.」促销宣传等的平間至负责。
| Type A 初回限定盤 | 指原莉乃                                                         |
| Type B 初回限定盤 | 岡田奈奈、指原莉乃、須田亞香里、松井珠理奈、向井地美音、矢作萌夏 |
| Type C 初回限定盤 | 小栗有以、柏木由紀、指原莉乃、白間美瑠、田中美久、横山由依       |
| Type A 通常盤     | 指原莉乃、松岡花、山内瑞葵、横山由依                             |
| Type B 通常盤     | 荻野由佳、坂口渚沙、下尾美羽、瀧野由美子                         |
| Type C 通常盤     | 岡部麟、菅原茉椰、高橋朱里、中井莉加                             |
| 劇場盤            | 指原莉乃                                                         |

## MV
回憶上心頭DAYS
由伊勢田世山擔任導演。MV中使用了指原曾参与的AKB48、個人作品（Solo）、Not yet、公演曲等的服装共3450套（345与指原的昵称读音相同），装饰于MV的拍摄现场。

## 收錄歌曲

### Type A
| CD   | CD                                  | CD     | CD               | CD       |
| 曲序 | 曲目                                |        | 作曲             | 編曲     |
| ---- | ----------------------------------- | ------ | ---------------- | -------- |
| 1.   | 回憶上心頭DAYS                      | 秋元康 | 吉田司、塚田耕平 | APAZZI   |
| 2.   | 我也是偶像！（指原莉乃）            | 秋元康 | 徳田光希         | 徳田光希 |
| 3.   | Generation Change（AKB48 B面选拔）  | 秋元康 | 小野貴光         | 玉木千尋 |
| 4.   | 回憶上心頭DAYS（off vocal ver.）    |        | 吉田司、塚田耕平 | APAZZI   |
| 5.   | 我也是偶像！（off vocal ver.）      |        | 德田光希         | 德田光希 |
| 6.   | Generation Change（off vocal ver.） |        | 小野貴光         | 玉木千尋 |

| DVD  | DVD                           | DVD        |
| 曲序 | 曲目                          | 导演       |
| ---- | ----------------------------- | ---------- |
| 1.   | 回憶上心頭DAYS Music Video    | 伊勢田世山 |
| 2.   | 我也是偶像！ Music Video      | ZUMI       |
| 3.   | Generation Change Music Video |            |

### Type B
| CD   | CD                               | CD     | CD                     | CD                     |
| 曲序 | 曲目                             |        | 作曲                   | 編曲                   |
| ---- | -------------------------------- | ------ | ---------------------- | ---------------------- |
| 1.   | 回憶上心頭DAYS                   | 秋元康 | 吉田司、塚田耕平       | APAZZI                 |
| 2.   | 我也是偶像！（指原莉乃）         | 秋元康 | 徳田光希               | 徳田光希               |
| 3.   | 初戀之門（坂道AKB）              | 秋元康 | Akira Sunset、野口大志 | Akira Sunset、野口大志 |
| 4.   | 回憶上心頭DAYS（off vocal ver.） |        | 吉田司、塚田耕平       | APAZZI                 |
| 5.   | 我也是偶像！（off vocal ver.）   |        | 德田光希               | 德田光希               |
| 6.   | 初戀之門（off vocal ver.）       |        | Akira Sunset、野口大志 | Akira Sunset、野口大志 |

| DVD  | DVD                        | DVD        |
| 曲序 | 曲目                       | 导演       |
| ---- | -------------------------- | ---------- |
| 1.   | 回憶上心頭DAYS Music Video | 伊勢田世山 |
| 2.   | 我也是偶像！ Music Video   | ZUMI       |
| 3.   | 初戀之門 Music Video       | 東市篤憲   |

### Type C
| CD   | CD                               | CD     | CD               | CD       |
| 曲序 | 曲目                             |        | 作曲             | 編曲     |
| ---- | -------------------------------- | ------ | ---------------- | -------- |
| 1.   | 回憶上心頭DAYS                   | 秋元康 | 吉田司、塚田耕平 | APAZZI   |
| 2.   | 我也是偶像！（指原莉乃）         | 秋元康 | 徳田光希         | 徳田光希 |
| 3.   | 必然性（IZ4648）                 | 秋元康 | BASEMINT         |          |
| 4.   | 回憶上心頭DAYS（off vocal ver.） |        | 吉田司、塚田耕平 | APAZZI   |
| 5.   | 我也是偶像！（off vocal ver.）   |        | 德田光希         | 德田光希 |
| 6.   | 必然性（off vocal ver.）         |        | BASEMINT         |          |

| DVD  | DVD                        | DVD        |
| 曲序 | 曲目                       | 导演       |
| ---- | -------------------------- | ---------- |
| 1.   | 回憶上心頭DAYS Music Video | 伊勢田世山 |
| 2.   | 我也是偶像！Music Video    | ZUMI       |

### 劇場盤
| CD   | CD                               | CD     | CD               | CD       |
| 曲序 | 曲目                             |        | 作曲             | 編曲     |
| ---- | -------------------------------- | ------ | ---------------- | -------- |
| 1.   | 回憶上心頭DAYS                   | 秋元康 | 吉田司、塚田耕平 | APAZZI   |
| 2.   | 我也是偶像！（指原莉乃）         | 秋元康 | 德田光希         | 德田光希 |
| 3.   | 從屋顶呼喊（Sucheese）           | 秋元康 |                  |          |
| 4.   | 回憶上心頭DAYS（off vocal ver.） |        | 吉田司、塚田耕平 | APAZZI   |
| 5.   | 我也是偶像！（off vocal ver.）   |        | 德田光希         | 德田光希 |
| 6.   | 從屋顶呼喊（off vocal ver.）     |        |                  |          |

## 選拔成員

### 回憶上心頭DAYS
（中心成員：指原莉乃）
- Team A：橫山由依、向井地美音
- Team K：矢作萌夏
- Team B：高橋朱里
- Team B／NGT48 Team NIII：柏木由紀
- Team 4：山內瑞葵
- Team 4／STU48：岡田奈奈
- Team 8／Team A：岡部麟、小栗有以、下尾美羽
- Team 8／Team 4：坂口渚沙
- SKE48 Team S：松井珠理奈
- SKE48 Team E：菅原茉椰、須田亞香里
- NMB48 Team N：吉田朱里
- NMB48 Team M：白間美瑠
- HKT48 Team H：指原莉乃、田中美久
- HKT48 Team TII：松岡花
- NGT48 Team NIII：荻野由佳
- NGT48 Team G：中井莉加
- STU48：瀧野由美子

### 我也是偶像！
指原莉乃畢業曲
- HKT48 Team H：指原莉乃

### Generation Change
「AKB48 B面选拔」（AKB48カップリング選抜）名義
（中心成員：西川怜）
- Team A：加藤玲奈、鈴木久留美、田口愛佳、西川怜、前田彩佳
- Team K：込山榛香、武藤十夢
- Team B：久保怜音、谷口惠
- Team 4：浅井七海、村山彩希
- Team 8／Team A：谷川聖
- Team 8／Team K：横山結衣、小田繪里奈、山田菜菜美、倉野尾成美
- Team 8／Team B：佐藤栞、太田奈緒（日语：太田奈緒）
- Team 8／Team 4：大西桃香、行天優莉奈

### 初戀之門
「坂道AKB」名義
（中心成員：山下美月）
- Team K：矢作萌夏
- Team B：福岡聖菜
- Team 4：山內瑞葵
- Team 8／Team A：岡部麟、小栗有以、下尾美羽
- Team 8／Team 4：坂口渚沙
- NMB48 Team BII：梅山恋和
- HKT48 Team H：田中美久
- STU48：瀧野由美子
- 乃木坂46：梅澤美波、大園桃子、久保史緒里、山下美月、与田祐希
- 櫸坂46：小池美波、小林由依、菅井友香、鈴本美愉、土生瑞穗
- 日向坂46：加藤史帆、小坂菜緒、齊藤京子、佐佐木美玲、渡邊美穗

### 必然性
「IZ4648」名義
（中心成員：張員瑛、宮脇咲良）
- Team A：橫山由依
- Team B／NGT48 Team NIII：柏木由紀
- Team 4／STU48：岡田奈奈
- Team 8／Team A：小栗有以
- SKE48 Team E：須田亞香里
- HKT48 Team H：指原莉乃
- 乃木坂46：梅澤美波、齋藤飛鳥、白石麻衣、西野七瀨 [注 3]、堀未央奈、山下美月
- 櫸坂46：小池美波、小林由依、菅井友香、長濱禰留、土生瑞穗、渡邊理佐
- IZ*ONE：張員瑛、宮脇咲良、曺柔理、矢吹奈子、權恩妃、本田仁美

### 從屋顶呼喊
「Sucheese」（すちーず）名義
（中心成員：矢作萌夏）
- Team K：矢作萌夏
- Team B：久保怜音
- SKE48 Team E：末永樱花
- NMB48 Team BII：梅山恋和
- HKT48 Team H：渡部愛加里
- NGT48 Team G：小熊倫实
- STU48：石田千穗

## 外部鏈結
- 國王唱片官方網站（日語）
  - 初回限定盤 Type A（页面存档备份，存于）
  - 通常盤 Type A （页面存档备份，存于）
  - 初回限定盤 Type B （页面存档备份，存于）
  - 通常盤 Type B （页面存档备份，存于）
  - 初回限定盤 Type C （页面存档备份，存于）
  - 通常盤 Type C （页面存档备份，存于）
  - 劇場盤 （页面存档备份，存于）
- YouTube上的AKB48－回憶上心頭DAYS（華納official HD 高畫質官方中字版／06.12前期間限定公開）（繁體中文）
- 單曲介紹 （页面存档备份，存于）－台灣華納音樂官方網站（繁體中文）